# Walahir
Walahir is een bestuurslaag in het regentschap Cianjur van de provincie West-Java, Indonesië. Walahir telt 3156 inwoners (volkstelling 2010).